# Lawrence Vigouroux
Lawrence Ian Vigouroux Bonnick (Londres, Inglaterra, 19 de noviembre de 1993) es un futbolista inglés de origen chileno y jamaicanoque juega como guardameta y desde 2024 milita en el Swansea City A. F. C. de la EFL Championship.
Nacido en Inglaterra, es hijo de padre chileno y madre jamaicana.

## Trayectoria

### Tottenham Hotspur
Comenzó su formación como futbolista en las inferiores del Brentford. Sin embargo, fue liberado del club en 2012 y a finales de año se unió a la academia del Tottenham Hotspur. En el Tottenham destacó en la Premier League U21 y en la NextGen Series (competición europea U19), en las cuales enfrentó a clubes como el F. C. Barcelona de España, el Wolfsburgo de Alemania y el Anderlecht de Bélgica.[cita requerida]
Firmó su primer contrato profesional con los Spurs en junio de 2013.

#### Hyde United (préstamo)
Durante la temporada 2013-14 fue enviado a préstamo al Hyde United de la National League. Debutó profesionalmente el 26 de octubre de 2013 en la derrota 2-0 ante el Wrexham A. F. C. en la FA Cup. Al término de su cesión en Hyde, Vigouroux jugó 12 encuentros con el club.

### Liverpool F. C.
Al volver al Tottenham Hotspur, alternó la titularidad con la suplencia, lo que lo llevó a aceptar la propuesta del Liverpool F. C., donde fichó el 3 de julio de 2014 luego de realizar una exitosa prueba en el equipo, además su contrato con el Tottenham estaba por terminar.
En la categoría sub-21 del Liverpool, se ganó la titularidad ante Andy Fith y Danny Ward. Debutó el 1 de abril de 2014, con una derrota por 2-1 ante el Fulham F. C., en el Craven Cottage en la Premier League U21. Al término de la temporada 2014-15 renovó su contrato con el club.

### Swindon Town F. C.
Tras un año en Liverpool, el 4 de agosto de 2015 es cedido al Swindon Town, equipo de la tercera categoría inglesa por el resto de la temporada. Préstamo que llegó luego de jugar una prueba con el club el 25 de julio de 2015 ante el West Bromwich Albion, y un encuentro amistoso contra su anterior club,  el Liverpool, el 2 de agosto, partido que terminó en derrota por 2-1. Al inicio de la temporada 2015-16 se le asignó el dorsal uno.
Debutó en la Football League días después en la primera jornada de la League One contra el Bradford City. Mientras el Swindon estaba 1-0 abajo, Vigouroux atajó un penalti de Billy Clarke y luego el equipo de Wiltshire remontó el encuentro ganando por 4-1. Desde su debut, el portero rápidamente se ganó la titularidad en el club. El 28 de septiembre de 2015 el préstamo de Vigouroux terminó luego de que el jugador pagara una multa, por retraso en un entrenamiento, de £50 en peniques, pero regresó al Swindon luego de que se disculpara. Como resultado, no jugó los siguientes dos encuentros, aunque luego volvería a la titularidad. El 28 de diciembre de 2015, a pesar de perder por 1-0 ante el Burton Albion, Vigouroux jugó un gran encuentro, con "dos increíbles salvadas" y fue nombrado jugador del partido por la prensa local de Swindon. Luego, una lesión en la pierna dejó al jugador fuera de las canchas por el resto de la temporada. Lawrence jugó 36 encuentros y registró cinco vallas invictas en la temporada 2015-16. para luego llegar a Everton de viña del mar dónde no jugó nada

## Selección nacional

### Selección chilena sub-20
Formó parte de la preparación final de la selección chilena sub-20 de cara al Sudamericano Sub-20 de 2013. Viajó a Chile en diciembre de 2012 para pedir una oportunidad en la selección de Mario Salas, y entrenó a prueba por unas semanas. Incluso, llegó a jugar todo el segundo tiempo en un amistoso ante Unión Temuco, en un duelo disputado el 30 de diciembre de 2012 en el Estadio Bicentenario Germán Becker de Temuco.
El 3 de enero de 2013, fue considerado por el entrenador Mario Salas en la nómina definitiva de la selección chilena sub-20, para disputar el Sudamericano clasificatorio para el Mundial de Turquía.
En mayo de 2013, el técnico Mario Salas entregó la nómina final de los seleccionados para el Mundial Sub-20 de Turquía, sin Vigouroux en los convocados. El no estar presente en Chile durante todo el semestre de preparación, por jugar en Inglaterra con la escuadra juvenil y reserva del Tottenham, le imposibilitó ser carta para el arco de La Rojita.

#### Participaciones en Sudamericanos
| Torneo                      | Sede      | Resultado    | Partidos | Goles |
| --------------------------- | --------- | ------------ | -------- | ----- |
| Sudamericano Sub-20 de 2013 | Argentina | Cuarto lugar | 0        | 0     |

Selección chilena
Vigoroux fue convocado por el entrenador argentino Ricardo Gareca para formar parte del plantel adulto de la selección, en la fecha doble de Eliminatorias Sudamericanas para el Mundial 2026, contra Argentina y Bolivia.

## Clubes
| Club                              | País       | Año       |
| --------------------------------- | ---------- | --------- |
| Tottenham Hotspur F. C.           | Inglaterra | 2013-2014 |
| → Hyde United F. C. (cedido)      | Inglaterra | 2013-2014 |
| Liverpool F. C.                   | Inglaterra | 2014-2016 |
| → Swindon Town F. C. (cedido)     | Inglaterra | 2015-2017 |
| → Waterford United F. C. (cedido) | Irlanda    | 2018      |
| Everton de Viña del Mar           | Chile      | 2019      |
| Leyton Orient F. C.               | Inglaterra | 2020-2023 |
| Burnley F. C.                     | Inglaterra | 2023-2024 |
| Swansea City A. F. C.             | Gales      | 2024-act. |